# Luigi Gioli

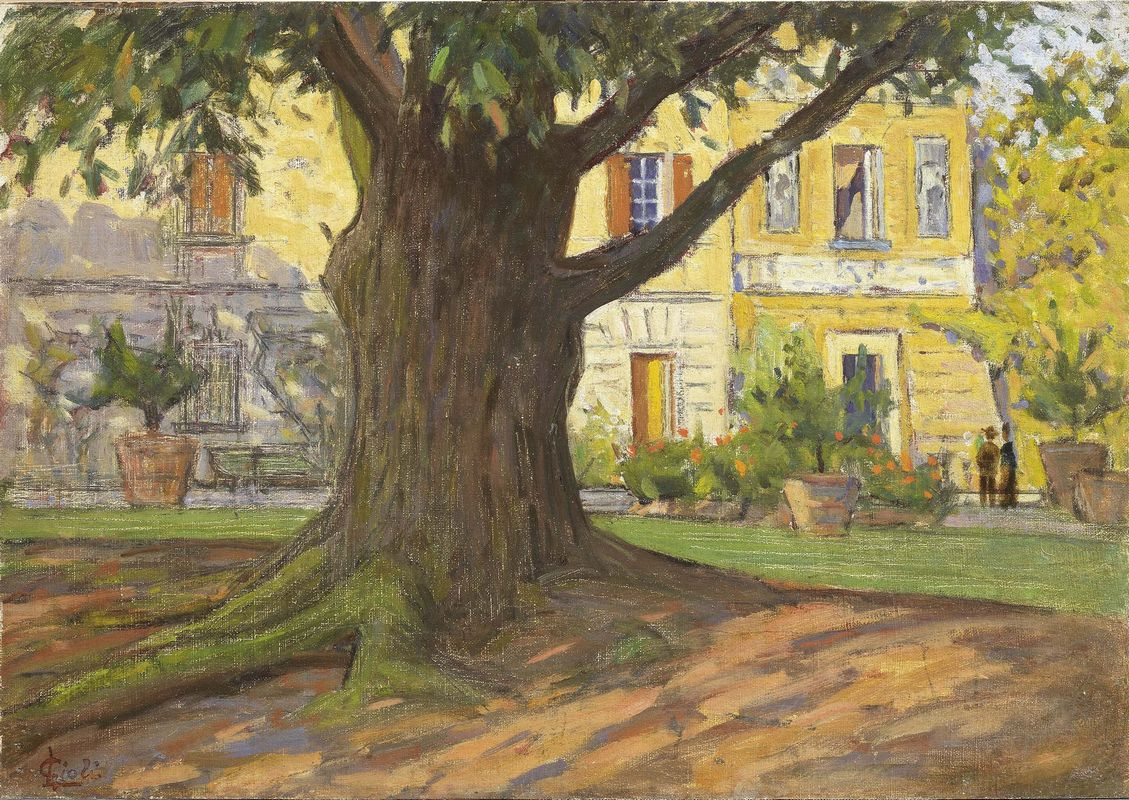
Luigi Gioli: Casa del pittore a Fauglia (ohne Jahr)

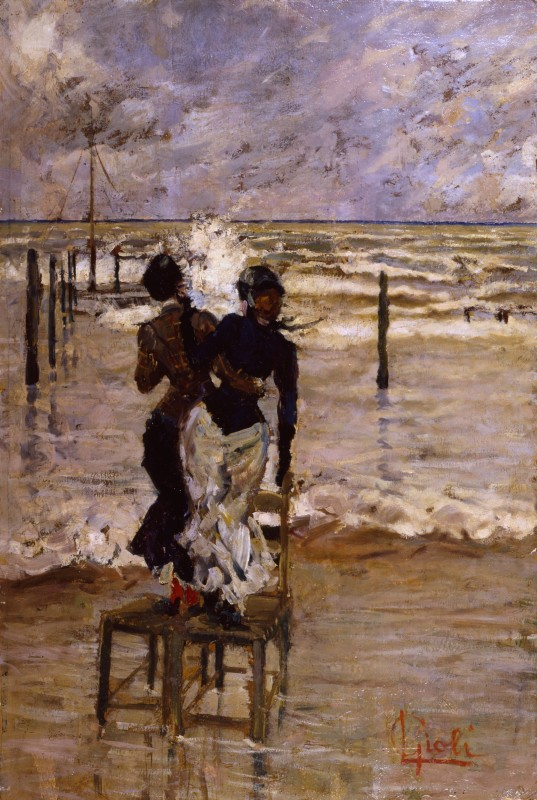
Luigi Gioli: Frauen am Strand (um 1900)

Luigi Gioli (geboren 16. November 1854 in  San Frediano a Settimo, Großherzogtum Toskana; gestorben 27. Oktober 1947 in Florenz) war ein italienischer  Maler, Radierer und Lithograph. Er gehörte der zweiten Generation der toskanischen Malergruppe der Macchiaioli, den  Postmacchiaioli, an.

## Leben
Luigi Gioli war ein Sohn des Ranieri Gioli und der Rosa Del Panta, ein älterer Bruder Francesco Gioli (1846–1922) wurde ebenfalls Maler der Macchiaioli. Gioli studierte zunächst Jura. Er besuchte daneben die Accademia di belle arti di Pisa. 
Gioli wurde ein Freilichtmaler. Er stellte 1887 auf der Kunstausstellung in Venedig aus und war mit einem Landschaftsbild aus der Maremma auf der Weltausstellung Paris 1889 vertreten. Um die Jahrhundertwende malte er mit seinem Bruder an der Adria.  
Seit den 1890er Jahren wirkte er in der Società di belle arti di Firenze mit und war auf den nationalen Kunstmessen regelmäßig vertreten, so bei der dritten internationalen Kunstausstellung von Venedig 1899 und 1906 bei der zeitgleich zur Weltausstellung in Mailand durchgeführten Ausstellung italienischer Maler.  
Gioli illustrierte die Geschichte Tornan di Maremma in der von Renato Fucini vorgenommenen Neuausgabe der Veglie di Neri. 
Er wohnte in der Nähe von Fauglia.